# Jurij Knebel
Jurij Josef Knebel (obersorbisch Jurij Józef Knebel; * 24. März 1934 in Storcha; † 14. April 2020) war ein sorbischer Prähistoriker und Archäologe, der sich vor allem mit der Vorgeschichte der Oberlausitz beschäftigte.

## Leben
Nach dem Abitur an der Sorbischen Oberschule studierte er auf Vorschlag seines Lehrers Anton Nawka in Leipzig Archäologie und Frühgeschichte. Nach Vermittlung des Direktors des Institutes für sorbische Volksforschung Pawoł Nowotny konnte er auf einem Studienaufenthalt in Łódź Erfahrungen sammeln, sich an Ausgrabungen beteiligen und Polnisch lernen. In der Lausitz war er unter anderem an den Ausgrabungen eines fast tausend Jahre alten milzenischen Friedhofs bei Liebon und des Burgwalls von Tornow beteiligt.
Ab 1957 war er der erste am Institut für sorbische Volksforschung tätige Archäologe und als wissenschaftlicher Mitarbeiter unter anderem beteiligt am ersten Band der Geschichte der Sorben und der Großstudie über das zur Abbaggerung vorgesehene Groß Partwitz in den 1970er Jahren. Außerdem war er verantwortlich für einige Einträge im Nowy biografiski słownik [Neues biographisches Wörterbuch]. 1992 trat er in den Ruhestand.
Knebel war verheiratet und wohnte in Göda.

## Ausgewählte Schriften
- Hrodźišća serbskich kmjenow, pomniki našich prjedownikow. [Burgwälle der sorbischen Stämme, Denkmale unserer Vorfahren] Budyšin 1958 [mit Jan Brankačk]
- Zur Frühgeschichte der Lausitz. Ergebnisse und Probleme ihrer systematischen Erforschung. In: Lětopis B 29/1 (1982), S. 189–199
- Bemerkungen zur politischen und sozialökonomischen Stellung der Lusizer und Milzener zur Zeit des Lutizenaufstandes im Jahre 983. In: Zeitschrift für Archäologie, Nr. 2/1984, S. 183–188
- Zur Erschließung der Altertümer in der Lausitz vom Ende des 18. bis zur Mitte des 19. Jahrhunderts. In: Lětopis B 32/1 (1985)
- Die Territorialentwicklung des Milzener-Stammesgebietes vom 9. bis zum 11. Jahrhundert auf der Grundlage des archäologischen Burgwallbildes. In: Lětopis B 34 (1987), S. 1–24
- Bautzen / Budyšin – Von der Stammesburg zur Stadtsiedlung. In: Lětopis B 38 (1991)
- Hodźij – před 1000 lětami. [Göda – vor 1000 Jahren] In: Rozhlad, Nr. 5/2006 [mit Gerhard Billig]